# Quality time
Unter Quality time (engl. für „Qualitätszeit“) versteht man im Englischen, besonders in den Vereinigten Staaten von Amerika, die Zeit, in der man seiner Familie, seinem Partner oder seinen Freunden besondere Aufmerksamkeit widmet.
Der umgangssprachliche Ausdruck stammt aus den USA, wo er in den 1970er Jahren gemeinsam mit der Idee Popularität erlangte, Familie und Beruf vereinbaren zu können. Erstmals nachzuweisen ist der Ausdruck im Januar 1973 in einem Artikel der in Maryland erscheinenden Zeitung The Capital. „Quality time“ wird als Zeit angesehen, die ausschließlich der Festigung der menschlichen Beziehungen dient, mit sozialen Aktivitäten wie gemeinsamem Spielen, Spaziergängen, Gesprächen oder mit der gemeinsamen Vorbereitung einer Mahlzeit. Selten wird der Begriff auch auf die Zeit bezogen, die ein Mensch mit sich allein und eventuell seinem Hobby verbringt, um sich von der Arbeit oder von den Belastungen seines Familienlebens zu erholen, was in vielen Begriffsbestimmungen wegen der fehlenden „bewussten Interaktion“ gerade ausgenommen wird.

Die amerikanische Soziologin Arlie Russell Hochschild definierte den Ausdruck 2006 folgendermaßen:

„Dem Konzept der Quality Time liegt die Annahme zugrunde, dass sich die Zeit, die wir Beziehungen widmen, irgendwie von der gewöhnlichen Zeit trennen lässt. Natürlich gehen Beziehungen auch während der Quantity Time weiter, aber dann sind wir nur passiv bei unseren Gefühlsbindungen und betreiben sie nicht aktiv, gezielt und nicht von ganzem Herzen.“

Der amerikanische Paar- und Beziehungsberater Gary Chapman versteht in seinem Buch Fünf Sprachen der Liebe „Quality time“ im Sinne von bewusst gelebter Zweisamkeit als eine von fünf verschiedenen Beziehungssprachen, die in Partnerschaften gelebt werden.
Der Ausdruck wird inzwischen, teils übersetzt, auch im deutschsprachigen Raum verwendet. Das Bundesministerium für Familie, Senioren, Frauen und Jugend grenzte Qualitätszeit in einem Memorandum im Mai 2009 folgendermaßen ein: „Als Qualitätszeit für Familien betrachten wir verlässliche und selbstbestimmte Zeitoptionen, die Familien bewusst für gemeinsame Aktivitäten nutzen. Dabei kann es sich sowohl um gemeinsame Ausflüge oder Spielnachmittage handeln als auch um Aktivitäten, wie etwa gemeinsames Kochen und Essen, solange sie bewusst als Familienzeit wahrgenommen werden. Reine Haushaltstätigkeiten oder Hobbys, bei denen andere Familienmitglieder auch anwesend sind, zählen hingegen nicht dazu. Für uns bemisst sich Zeitwohlstand in bewusster Interaktion, Fürsorge und Zuwendung mit dem Ergebnis von Wohlbefinden.“ Familienbezogene Qualitätszeit durch mehr Zeitsouveränität zu ermöglichen sei Aufgabe der Politik, der Wirtschaft und der Gesellschaft, und insbesondere eine Aufgabe der Familienpolitik.